# Оспанов, Ербол Абылаевич
Ербол Абылаевич Оспанов (каз. Ербол Абылайұлы Оспанов; 9 июня 1955, Усть-Каменогорск, КазССР, СССР) — казахстанский лётчик, командир воздушного судна. Шеф-пилот флота Президента Республики Казахстан (1992—2009).

## Биография
Родился 9 июня 1955 года в городе Усть-Каменогорск.
Начал летную карьеру в качестве кадетского офицера Краснокутской летной школы в 1972 году в России.
В 1985 году окончил командный факультет Академии гражданской авиации в городе Ленинграде, получив квалификацию инженера-пилота. В 2002 году получил степень бакалавра права юридического факультета Казахского национального университета имени Аль-Фараби.
Трудовую деятельность начал в 1974 году в должности второго пилота Ан-2 Усть-Каменогорского объединённого авиаотряда.
С 1992 по 2009 год — Шеф-пилота экипажа Первого Президента Республики Казахстан на воздушных судах Ту-154, Боинг-747, Боинг-767, заместителя директора по летной службе, командира Боинг-757, 767 "Государственной авиакомпании «Беркут» Управления делами Президента Республики Казахстан, шеф-пилота, начальника инспекции по безопасности полетов АО «Orient Eagle Airways».
С 2005 по 2018 год — Вице-президент АО «Air Astana».
С 2018 по 2020 год — Командир воздушного судна Boeing 757/767 «Air Astana».

## Награды
- Указом президента Республики Казахстан от 13 августа 2020 года награждён орденом «Барыс» 2 степени — за выдающиеся заслуги перед государством и высокий уровень профессионального мастерства.[5][6][7]
- Орден Курмет (2006)
- Медаль «10 лет независимости Республики Казахстан» (2001)
- Награждён благодарственным письмом Первого Президента Республики Казахстан.
- Правительственные и юбилейные медали Республики Казахстан и др.